# Antoine Mahaut
Œuvres principales
- Maendelyks musikaels tydverdryf, bestaende in nieuwe hollandsche canzonetten of zang liederen
(9 fascicules, 1751-1752)
- Nouvelle méthode pour apprendre en peu de temps à jouer la flute traversière (1759)

Antoine Mahaut (ou Mahault), né en 1719 à Namur et décédé en 1785, est un flûtiste, rédacteur et compositeur.

## Biographie et œuvre
Après avoir vécu à Amsterdam de 1737 à 1777, Mahaut, afin d’échapper à ses créanciers, dut s’établir à Paris, où il avait déjà séjourné en 1740 et en 1755.  Ses excursions l’amenèrent également à Dresde.  Mahaut passa les dernières années de sa vie dans un couvent en France.
À Amsterdam, Mahaut fit publier des trios avec flûte et des duos et des sonatines pour la flûte de sa main. Ses symphonies s’apparentent de par leur style à celles de Carl Philipp Stamitz et de François-Joseph Gossec.
La première symphonie Mannheim attribuée à Stamitz pourrait avoir été composée par Mahaut.
Parmi les ouvrages publiés à Amsterdam, on trouve un périodique, le Maendelyks musikaels tydverdryf, bestaende in nieuwe hollandsche canzonetten of zang liederen, op d'tialiaensche trant in't musiek gebragt, met een basso continuo. Meede zeer bekwaem om op de clave-cimbael, viool, dwarsfluit, hoboë en andere instrumenten gespeelt te worden.  Neuf fascicules furent publiés en 1751-1752 et comprennent plusieurs airs et chansons de sa main dans le style Italien.
En 1759, Mahaut publia en langues française et néerlandaise sa Nouvelle méthode pour apprendre en peu de temps à jouer la flute traversière / Nieuwe manier om binnen korten tijd op de dwarsfluit te leeren spelen.